# Myerslopia rakiuraensis
Myerslopia rakiuraensis är en insektsart som beskrevs av Jacek Szwedo 2004. Myerslopia rakiuraensis ingår i släktet Myerslopia och familjen Myerslopiidae. Utöver nominatformen finns också underarten M. r. scabrata.